# アレクサンドロス1世 (アレクサンドリア主教)
アレクサンドロス1世（Αλέξανδρος Α΄, ? - 326年永眠）は、第13代アレクサンドリア主教（在位：313年 - 326年）。
彼の前半生についてはよく判って居ない（生年すら憶測の域を出ない）。
アリウス派への論駁に活躍。第1ニカイア公会議（第一全地公会）では、後にニカイア派と呼ばれる、アリウス派を弾劾した側の主要メンバーであった。この公会時に、彼が教育して輔祭（助祭・執事）としていた大アタナシオスを秘書として同行させ、大アタナシオスが活躍するきっかけを作った。
教会史家であるテオドレトス、ソゾメノス、コンスタンティノープルのソクラテスはアレクサンドロス1世について、傑出した神学者であり偉大なる牧者であったと記している。
326年死去。